# Tatari
Tatari är en stadsdel i distriktet Kesklinn i Estlands huvudstad Tallinn, belägen söder om den medeltida innerstaden. Befolkningen uppgick till 1 781 invånare i maj 2010.
I stadsdelen ligger bland annat Estlands musik- och teaterakademi och USA:s ambassad.